# В мире безмолвия
«В мире безмолвия» (или «Мир тишины») (фр. Le Monde du silence) — документальный фильм, режиссёрами которого являются французский подводный исследователь Жак-Ив Кусто и Луи Маль. Это один из самых первых фильмов, в котором использовалась подводная съёмка. Оператор — Филипп Агостини.

## Творческая история
- Фильм берёт своё название из одноимённой книги Кусто.
- При съёмках фильма использовался корабль «Калипсо». Кусто и его команда подводников сняли 25 километров киноплёнки, исследуя морское дно Средиземного моря, Персидского залива, Красного моря и Индийского океана.
- Фильм снимался 2 года.

## Награды
Фильм удостоился многих наград, среди них премия «Оскар» за лучший документальный полнометражный фильм, Золотая пальмовая ветвь Каннского кинофестиваля, премия Национального совета кинокритиков США в номинации «Лучший иностранный фильм», а также номинация «Лучший документальный фильм» премии «BAFTA».
Фильм оставался единственным документальным фильмом, выигравшим «Золотую пальмовую ветвь» до победы фильма «Фаренгейт 9/11» в 2004 году.